# ミルプル・パンジャーブ語
ミルプル・パンジャーブ語（ミルプル・パンジャーブご、英: Mirpur Punjabi）はインド語派に属する言語である。主にアザド・カシミールやパンジャーブ地域で話されている。

## 言語名別称
- Mirpur
- Mirpuri
- Punjabi, Mirpuri